# Berkenwoudse ondermolen
De Berkenwoudse ondermolen is een afgebroken molen aan de Berkenwoudse Boezem tussen Berkenwoude en Ouderkerk aan den IJssel, gemeente Krimpenerwaard, in de Nederlandse provincie Zuid-Holland. Restanten van de molen staan langs het fietspad vanaf de IJsseldijk Noord naar het Loetbos, enige kilometers ten noordoosten van de bebouwde kom van Ouderkerk. 

## Geschiedenis

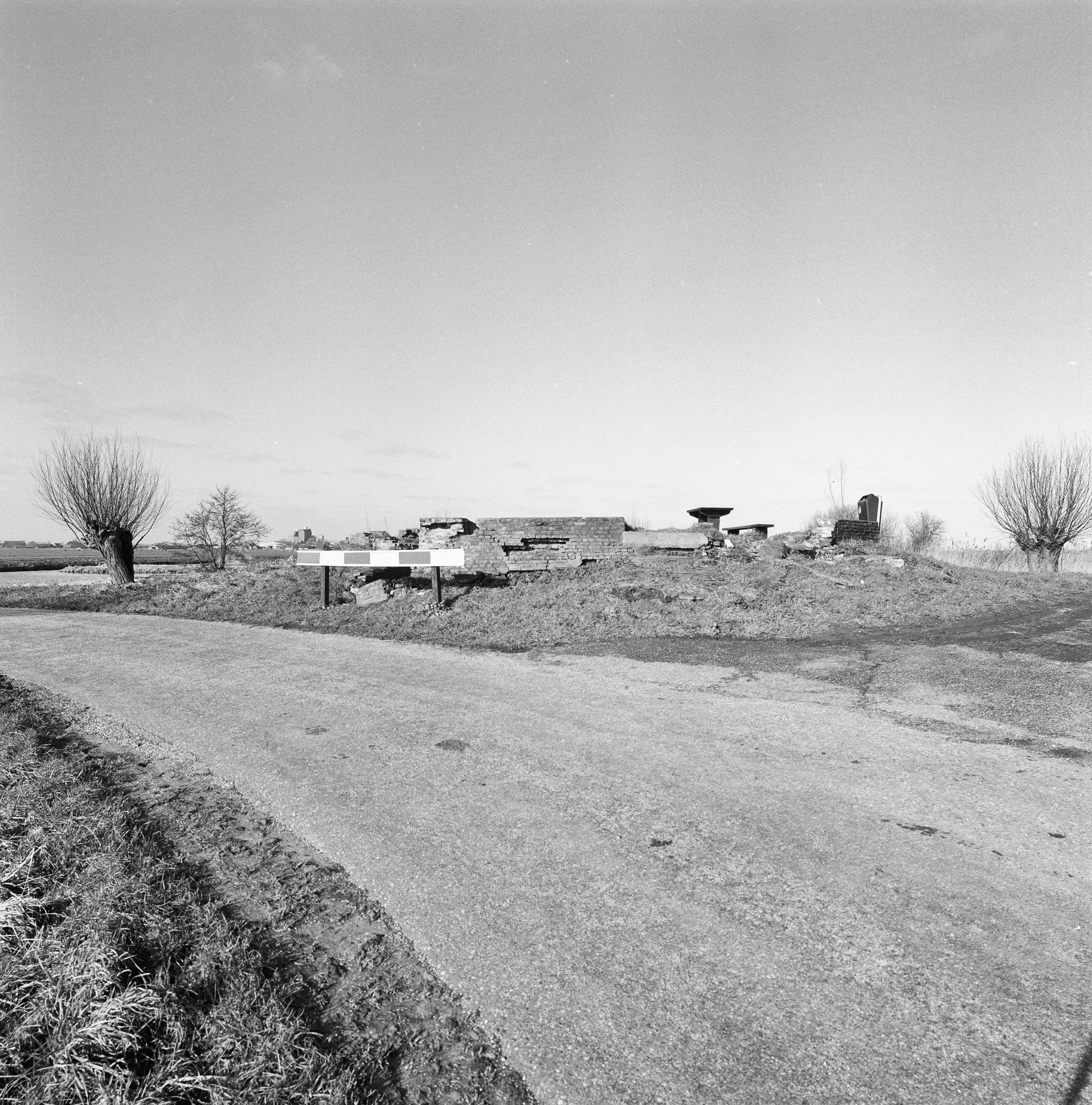
Restanten van de molen in 1994

De molen werd gebouwd in 1723 om de polder Berkenwoude te bemalen. In 1867 werd de Berkousche molen gebouwd als bovenmolen voor de Berkenwoudse ondermolen. Van 1917 tot 1975 was de romp van de molen in gebruik als woning. In 1975 werd ook de romp afgebroken toen het fietspad werd aangelegd. In 1998 werd op de restanten van de molen een picknickplaats aangelegd.